# Caba (Filipinas)
Caba  (Bayan ng  Caba) es un municipio filipino de cuarta categoría, situado en la isla de Luzón y perteneciente a  la provincia de La Unión en la Región Administrativa de Ilocos, también denominada Región I.

## Barangays
Caba se divide, a los efectos administrativos, en 17  barangayes o barrios, conforme a la siguiente relación:
| - Gana - Juan Cartas - Las-ud - Liquicia - Bautista | - Población del Norte - Población del Sur - San Carlos - San Cornelio | - San Fermín - San Gregorio - San José - Santiago del Norte | - Santiago del Sur - Sobredillo - Urayong - Wenceslao |  |

## Historia
En 1903 Caba se integró en Aringay mientras que Santo Tomás lo hizo en  Agoo.
En 1907 recupera su condición de municipio bajo el mandato de Francisco Sobredillo.

## Hijos ilustres
El héroe nacional filipino Diego Silang.